# Большая Дуброва (Нижегородская область)
Больша́я Дубро́ва — деревня в городском округе Семёновский. Входит в состав Пафнутовского сельсовета.

## География
Деревня расположена на левом берегу реки Линды, западнее урочища Поляны. Расположена в 3 км от административного центра сельсовета — Пафнутово и 54 км от областного центра — Нижнего Новгорода.

## Население
| 2002 | 2010 |
| ---- | ---- |
| 59   | ↘43  |